# CB Insights
CB Insights ist ein amerikanisches Marktforschungs- und Analyseunternehmen mit Hauptsitz in New York City. CB betreibt eine Business-Analytics-Plattform mit einer globalen Datenbank, die Marktinformationen über private Unternehmen und Investorenaktivitäten bereitstellt. Das Angebot von CB richtet sich vor allem an den Wagniskapital- und Finanzsektor.

## Geschichte

### Gründung
CB Insights wurde am 1. Januar 2008 von Anand Sanwal und Jonathan Sherry gegründet und hat seinen Hauptsitz in New York. CB Insights nutzt eine Kombination aus Big-Data-Tools und Algorithmen sowie Stimmungsanalysen öffentlich verfügbarer Signale, um Daten über private Unternehmen, Investoren und Branchen zu sammeln und zu analysieren.

### Kapitalbeschaffung
Das Unternehmen hat bisher in drei Finanzierungsrunden Kapital eingeworben. Die jüngste Runde war eine Serie-A-Finanzierung in Höhe von 10 Millionen US-Dollar im Jahr 2015, die von der Wachstumsinvestmentfirma RSTP angeführt wurde. Zuvor hatte das Unternehmen 1,15 Millionen US-Dollar an Zuschüssen von der National Science Foundation für seine Software zur Bewertung von Privatunternehmen, Mosaic genannt, erhalten.

## Kunden und Partner
Zu den Kunden von CB Insights gehören unter anderem Cisco, Salesforce, Castrol, Gartner sowie VCs wie NEA, Upfront Ventures, RRE und FirstMark Capital. Das Unternehmen arbeitet regelmäßig mit Unternehmen wie The New York Times Company und Pricewaterhouse Coopers zusammen, um Berichte über den Zustand privater Unternehmen, wachstumsorientierter Startups und Risikokapital in verschiedenen Branchen zu erstellen.
Zu den Hauptkonkurrenten von CB Insights gehören Crunchbase und Owler.